# Парамшин
Парамши́н (Парамша, Парамоша) — знаменитый русский иконописец, серебряных и золотых дел мастер XIV века.
Иконы и ювелирные изделия работы Парамшина ценились очень высоко и передавались по наследству в династии московских князей (так, в завещении князя Василия Тёмного упоминается золотой крест работы Парамшина).
Его имя встречается в «Полном Собрании Русских Летописей», «Истории Государства Российского» Н. М. Карамзина и ряде исторических документов, а также в произведениях русской художественной литературы, например, повести «Запечатленный ангел» Н. С. Лескова, романе «Марфа-посадница» Дмитрия Балашова и поэме «Погорельщина» Н. А. Клюева.